# Разиб Хан
Разиб Хан (রাজীব খান Радзиб Хан) — американский учёный, популяризатор науки, блогер и подкастер в области популяционной генетики и потребительской геномики.

## Жизнь и образование
Хан родился в Дакке, Бангладеш, но переехал в Соединённые Штаты в возрасте пяти лет. Его семья из округа Комилла на востоке Бангладеш. В детском саду его учительница произнесла его имя «Разиб», и это имя прижилось. Он вырос в северной части штата Нью-Йорк и в Восточном Орегоне. Хотя родился мусульманином, он стал атеистом с раннего возраста.
В Орегонском университете он получил степень бакалавра наук в области биохимии в 2000 году и степень бакалавра наук в области биологии в 2006 году. Разиб Хан также работал в аспирантуре Калифорнийского университета в Дэвисе. В настоящее время он работает директором по научному контенту в Insitome в Остине, штат Техас.

## Исследования и публикации
В 2002 году Хан стал соучредителем блога Gene Expression, в котором обсуждались технические и социальные вопросы генетики. После начала работы для Gene Expression он написал научные статьи для многочисленных авторитетных изданий, и многие из статей касались спорных тем, таких как раса, пол и интеллект. Публикации Хана цитировались научно-популярными писателями, в том числе его работа о миграциях цивилизаций Юго-Восточной Азии, еврейских миграциях, семейной генетике и потребительской генетике.
В 2014 году Хан попал в новости, когда секвенировал геном своего сына в утробе матери. Антонио Регаладо написал, что его сын может стать первым здоровым человеком, у которого перед рождением был секвенирован весь геном. В интервью, Хан заявил, что ребёнок это самая важная часть его жизни, поэтому имело смысл знать все о его генетике. Он смог получить последовательность генома, запросив тест выборки ворсин хориона (CVS). Получив первичные генетические данные, Хан затем использовал бесплатное программное обеспечение Promethease для анализа данных. Хан считает, что общество находится во «втором веке евгеники», и полногеномные последовательности зародышей станут стандартной процедурой для родителей в XXI веке. Эйнсли Ньюсом написал: «Решение Хана получить полную последовательность генома своего сына, пока он находится в утробе матери, показывает нам, что геномика больше не является фантазией».

### Книги
Он написал главу под названием «Генетическое происхождение индоарийцев» в книге 2019 года «Кто из нас арийцы?» . Соавторами книги были Ромила Тапар, Майкл Витцель, Джайя Менон и Кай Фризе.

## Научная правда и политкорректность
В марте 2015 год «Нью-Йорк таймс» объявила, что наняла Хана по краткосрочному контракту и что он будет писать для «Таймс» примерно раз в месяц. «Таймс» написала, что он является «научным блоггером и докторантом в области геномики и генетики в Калифорнийском университете в Дэвисе. Он пишет об эволюции, генетике, религии, политике и философии». В тот же день когда «Таймс» объявила о найме Хана, Gawker опубликовал статью, написанную Дж. К. Троттером, который отметил, что Хан также ведет блоги для Taki’s Magazine, сайта, «основанного в 2007 году Таки Теодоракопулосом, цветисто расистским греком». Из-за того что Хан писал для неполиткорректных публикаций, «Таймс» удалила его из числа постоянных периодических авторов, но заявила, что они по-прежнему «открыты для рассмотрения его материалов» на обзорных страницах. «Таймс» не упомянула конкретно ту часть работы Хана, которую они сочли неудобной, и он написал две статьи для «Таймс» до того, как они разорвали его контракт. Хан написал в Твиттере: «Да, они сказали мне сегодня. Могу публиковать разовые статьи в будущем.» В интервью 2016 года экономисту и подкастеру Джеймсу Миллеру, говоря об аннулированном контракте с «Таймс», Хан заявил: «У меня чистая совесть, потому что я говорю то, что считаю правдой».
По словам Майкла Шульсона, Хан писал статьи для изданий, связанных с альтернативными правыми, а его критики описывали его карьеру как пример «туманной грани между научной правдой и научным расизмом».

## Другие проекты
В декабре 2010 года Хан стал соучредителем группового блога Brown Pundits вместе с британско-пакистанским бахайцем Захари Завиде и американцем пакистанского происхождения Омаром Али. Блог относится в основном к проблемам Южной Азии. В октябре 2018 года они запустили связанный с этим блогом подкаст под названием The Brown Pundits Podcast.